# Wandelwitz
Wandelwitz ist ein Ortsteil von Gremersdorf im Kreis Ostholstein in Schleswig-Holstein mit etwa 80 Einwohnern.

## Geografie
Wandelwitz liegt etwa fünf Kilometer nördlich von Oldenburg in Holstein an der Kreisstraße 41 von Oldenburg in Holstein nach Heiligenhafen.
Die Ostsee mit dem Strand in Blankeck, Neuteschendorf liegt etwa drei Kilometer in nördlicher Richtung.

## Geschichte
Die Etymologie des Namens ist unklar, vermutlich ist er altpolabischen Ursprunges.
Erwähnt wird Wandelwitz am 27. Juli 1501 in einer Schuldverschreibung des Friedrich I. (Dänemark und Norwegen) an Claus Breide. Wandelwitz wurde für 1812 1/2 Mark Lübsch an den Friedrich I verkauft.